# 古浪県
古浪県（ころう-けん）は中華人民共和国甘粛省武威市に位置する県。県人民政府の所在地は古浪鎮。

## 地理
古浪県は北緯37度09分から37度54分、東経102度38分から103度54分に位置し、東は景泰県、南は天祝チベット族自治県、西北は涼州区、東北は内モンゴル自治区アルシャー左旗に接する。

## 歴史
漢代に倉松県が設置され、清代に古浪県と改称された。

## 行政区画
15鎮、4郷を管轄：
- 鎮：古浪鎮、泗水鎮、土門鎮、大靖鎮、裴家営鎮、海子灘鎮、定寧鎮、黄羊川鎮、黒松駅鎮、永豊灘鎮、黄花灘鎮、西靖鎮、民権鎮、直灘鎮、古豊鎮
- 郷：新堡郷、干城郷、横梁郷、十八里堡郷

## 交通

### 鉄道
- 中国国家鉄路集団
  - 蘭張高速鉄道
    - 古浪北駅

  - 蘭新線

（武威方面）- 古浪駅 - 柳家台駅 - 竜溝駅 -（蘭州方面）
  - 干武線

（武威方面）- 土門子駅 - 黒沖灘駅 - 石峡子駅 - 譚家井駅 -（干塘方面）

### 道路

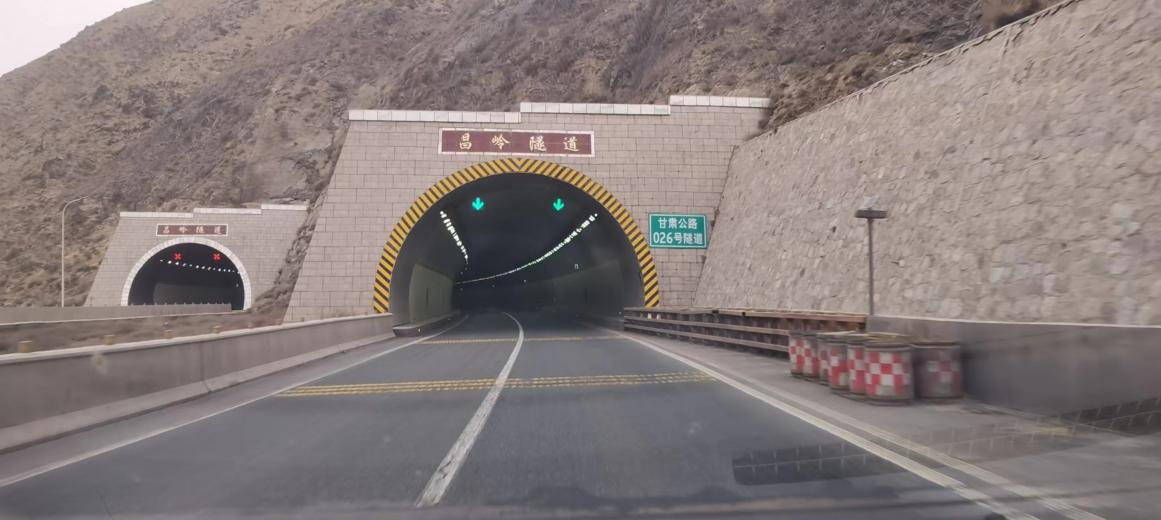
定武高速道路 昌嶺トンネル

- 高速道路
  -  連霍高速道路
  -  定武高速道路（中国語版）
- 国道
  - G312国道